# Flash del helio

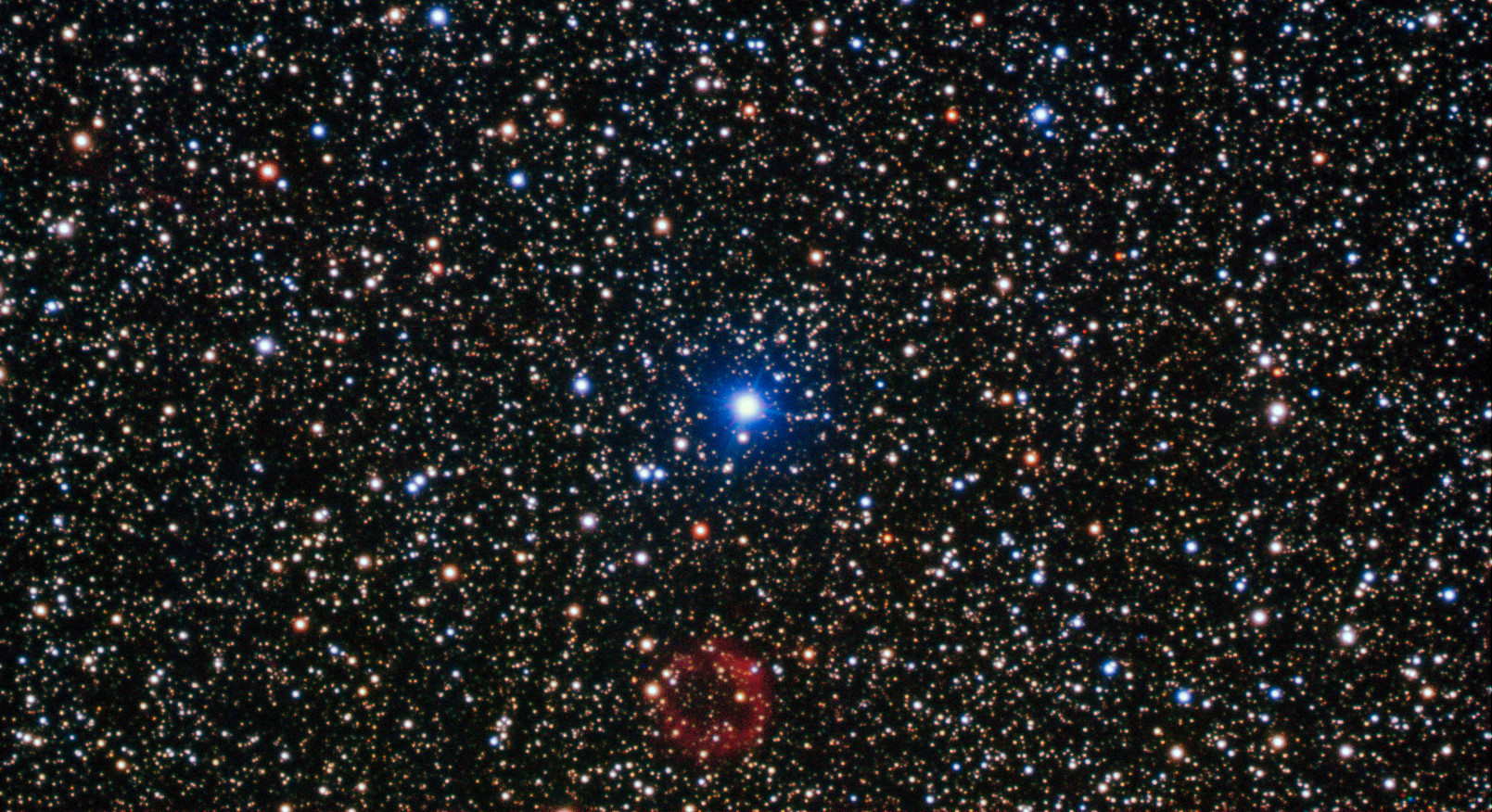
Una enana blanca experimenta un flash de helio

El flash del helio es una muy breve fusión descontrolada donde grandes cantidades de helio se convierten a carbono por el proceso triple-alfa. Tiene lugar en el núcleo de estrellas de baja masa (entre 0,5 y 2,25 masas solares) en su fase de gigante roja (se estima que el Sol experimentará un flash de helio 1200 millones de años después de que salga de la fase secuencia principal) en la superficie de una enana blanca que está absorbiendo materia. El flash del helio tiene lugar en estas condiciones debido a que en las condiciones existentes para su generación el helio está en forma de materia degenerada, estando protegido de colapsar por la gravedad por efectos cúanticos, de modo que al aumentar la temperatura el gas no se expande y enfría como predice la ley de los gases ideales (presión térmica), no regulándose así la velocidad de fusión. El flash se acaba en unos minutos cuando el gas se calienta hasta el punto de que los efectos predichos por la presión térmica vuelven a dominar sobre los cuánticos. Se estima que el núcleo contiene 40 % de la masa de la estrella y que en los minutos que dura el flash se convierta 6 % del helio en el núcleo a carbono.

## Gigantes rojas
Para estrellas con menos de 2,25 masas solares, el flash nuclear del helio tiene lugar cuando el núcleo estelar acaba agotando su hidrógeno, y la presión térmica no es suficiente para detener el colapso de este. Mientras el núcleo, compuesto en gran parte de helio, va contrayéndose aumentando su presión y temperatura hasta el punto de que el helio acaba convirtiéndose en materia degenerada, el resto de la estrella se expande y enfría convirtiéndose esta en una gigante roja, hasta que llega un momento en el cual la presión de la materia degenerada evita colapsos posteriores. El núcleo acaba por alcanzar temperaturas de 100 o 200 millones de Kelvin que permiten al helio empezar a fusionarse, de modo que este prende.
La naturaleza explosiva de este evento es debida a que el núcleo estelar está compuesto de materia degenerada. La presión existente en el núcleo debido a los efectos cuánticos mencionados –que predominan sobre los térmicos– impide al núcleo estelar expandirse y disminuir su presión. Esto junto al hecho de que la materia degenerada sea buena conductora del calor provoca una fusión nuclear descontrolada, que aumenta la producción de energía de la estrella hasta 100 000 millones de veces la que tenía antes durante unos pocos segundos. El aumento de temperatura provocado por esto hace que los efectos térmicos vuelvan a predominar, de modo que el núcleo estelar pierde su degeneración expandiéndose y enfriándose y fusionando helio de manera estable. Esto provoca que la estrella deje de ser una gigante roja y entre en la rama horizontal o en el apelotonamiento rojo, dependiendo de su metalicidad.
Para estrellas de más de 2,25 masas solares, la fusión del helio empieza antes de que el núcleo degenere, de modo que no sufren el flash del helio. Las menos masivas, de menos de 0,5 masas solares, nunca consiguen alcanzar las temperaturas necesarias para fusionar helio, de modo que el núcleo colapsa y la estrella acaba convertida en una enana blanca rica en helio.
Los efectos del flash del helio no pueden observarse en la superficie estelar utilizando radiación electromagnética, al tener lugar en lo más profundo de la estrella y ser absorbida la energía producida por completo por el núcleo para eliminar su estado degenerado y volver al no degenerado. Los primeros cálculos mostraban que el flash podría producir cierta pérdida de masa en la estrella, pero cálculos posteriores muestran que esto no sucede.
Dependiendo de los modelos utilizados para calcular su evolución futura, en el caso de nuestro Sol el flash del helio se calcula tendrá lugar dentro de entre 7 600 y 7 700 millones de años, lo que marcará el final de la fase de gigante roja y su entrada en la rama horizontal. Este evento producirá una contracción del radio de nuestra estrella de 170-256 veces el actual a aproximadamente 10 veces, una disminución de su luminosidad de 2300-2700 veces la que tiene hoy a alrededor de 40-50 veces, y un incremento de su temperatura de desde alrededor de 3000 K-2600 a aproximadamente 4500-4700 K, proceso que llevará aproximadamente un millón de años. Se calcula también que la fase de quemado de helio en el núcleo (es decir, la permanencia del Sol en la rama horizontal) durará alrededor de 100 millones de años.

## Enanas blancas
Si una enana blanca que forma parte de una estrella doble (sistemas binarios) absorbe material (hidrógeno) de su compañera, habitualmente el gas se fusiona para producir helio. En determinados casos, ese helio puede acumularse alrededor de la enana blanca hasta acabar por alcanzar la masa necesaria para iniciar la fusión del helio, produciendo la fusión nuclear descontrolada una nova.

## Flash del helio en capa
Los flashes del helio en capa son eventos similares que tienen lugar en estrellas situadas en la rama asintótica gigante, que no tienen porqué implicar a materia degenerada. En este tipo de estrellas, ya en un estado muy avanzado de su vida, gran parte del helio del núcleo ha sido fusionado en carbono y oxígeno, y el helio se sigue fusionando en una capa delgada alrededor del núcleo estelar. Dicha capa no es lo suficientemente grande cómo para elevar el material existente sobre ella, de modo que no puede expandirse y así enfriarse. El resultado de esto es un incremento sin control de la temperatura hasta producir un pulso térmico, el cual libera la energía acumulada y permite que se produzcan reacciones de procesos S. Estos pulsos duran unos pocos siglos y se cree que tienen lugar de manera periódica entre cada 10 000 años y 100 000 años, siendo su efecto que la estrella pierda gran cantidad de materia en la forma de conchas circunestelares de gas y polvo que eventualmente acabarán por formar primero una protonebulosa planetaria, y después una nebulosa planetaria al ser ionizados por el núcleo estelar desnudo y en proceso de contracción para convertirse en una enana blanca.
Los modelos sugieren que nuestro Sol empezará a sufrir este tipo de flashes dentro de 7700 millones de años-7800 millones de años, cuando abandone la rama horizontal para convertirse en una estrella de la rama asintótica gigante. Se calcula que sufrirá cinco antes de convertirse en una enana blanca, los cuales harán que aumente su luminosidad hasta más de 5000 veces la actual ó su radio hasta más de 200 veces el que tiene ahora., aunque otros modelos muestran una luminosidad menor, de algo más de 4000 veces la actual y un radio también menor, de 180 veces el actual.